# Борсуки (Кременецький район)
Борсуки́ — село в Україні, у Борсуківській сільській громаді Кременецького району Тернопільської області. 
Було адміністративним центром Борсуківської сільської ради, якій також підпорядковувалися села Нападівка та Синівці. Від вересня 2016 — центр Борсуківської сільської громади, до складу якої увійшли села Борщівка, Великі Кусківці, Нападівка, Передмірка та Синівці. Розташоване на правому березі річки Горинь, на півдні району.
Населення — 736 осіб (2025). Біля села є великий став площею 400 га.

## Історія
Поблизу Борсуків виявлено археологічні пам'ятки підкарпатської культури шнурової кераміки та черняхівської культури.
Перша писемна згадка — 1453 р. як власність князя С. Збаразького.
На початку 18 століття — власність В. Заленського.
1911 р. у Борсуках проживало 1235 осіб. Діяли волосне управління, народне однокласне училище (від 1871 р.), церковно-приходська 3-річна школа, філія українського товариства «Просвіта».
Було адміністративним центром Борсуківської сільської ради, якій також підпорядковувалися села Нападівка та Синівці. 
Від вересня 2016 — центр Борсуківської сільської громади, до складу якої увійшли села Борщівка, Великі Кусківці, Нападівка, Передмірка та Синівці.
12 червня 2020 року, відповідно до розпорядження Кабінету Міністрів України № 724-р «Про визначення адміністративних центрів та затвердження територій територіальних громад Тернопільської області» увійшло до складу Борсуківської сільської громади.
19 липня 2020 року, в результаті адміністративно-територіальної реформи та ліквідації Лановецького району, село увійшло до складу Кременецького району.
З лютого 2022 в селі діє волонтерський центр.
Вийшли книги Григорія Волянюка «Моє село: роки і долі» (2019) та «Дерево міцне корінням»(2023). 

## Населення

### Мова
Розподіл населення за рідною мовою за даними перепису 2001 року:
| Мова       | Кількість | Відсоток |
| ---------- | --------- | -------- |
| українська | 962       | 99.59%   |
| російська  | 4         | 0.41%    |
| Усього     | 966       | 100%     |

## Пам'ятки
Є церква святителя Миколая Чудотворця (1892).
Споруджена дерев'яна каплиця на честь скасування панщини, пам'ятник полеглим у німецько-радянській війні воїнам-односельцям (1967), стела на честь воїна-афганця П. Томчука (1989 р.), каплиця (1996 р.; мурована).

## Соціальна сфера
Діють загальноосвітня школа І-ІІІ ступенів, Будинок культури, бібліотека, ФАП, відділення зв'язку, агрофірма «Горинь».

## Мовні особливості
Село розташоване на порубіжжі наддністрянського та волинського говорів. До «Наддністрянського реґіонального словника» внесено такі слова та фразеологізми, вживані у Борсуках:
- бібкі (овечий послід);
- валивокий (окатий; витрішкуватий);
- дідуга (згрубіла назва діда);
- дроб'язок (домашня птиця);
- сипарі (сорт ранніх яблук);
- карчохи (картопля).

## Відомі люди
У селі народилися:
- підполковник Армії УНР Шандрук-Шандрушкевич Олександр Феофанович
- військовий діяч, генерал-хорунжий Армії УНР, командувач 1-ї Української дивізії УНА, дійсний член НТШ Павло Шандрук (1889—1979)
- поетеса і журналістка Лілія Костишин (до шлюбу Лісанкова), автор поетичної збірки «Люблю…».
- громадський діяч Олег Барчук
- діяч національно-визвольного руху Тимофій Басюк
- художники Анатолій[9] і В. Шандруки
- лікар та державний діяч Федір Сидорук.
- український військовик. учасник російсько-української війни Микола Дягілев (1983, с. Борсуки, нині Кременецького району Тернопільської області — 26.01.2023, біля н.п. Миколаївка, Донецька область).[10]
- Собко Віталій Олегович — український військовослужбовець, учасник російсько-української війни[11][12].
- Швець Віталій Ілліч (1968-2024) — український військовослужбовець, учасник російсько-української війни[13].

У 1920-ті роках проживав майбутній Патріарх Київський і всієї України Мстислав (Степан Скрипник).

## Галерея

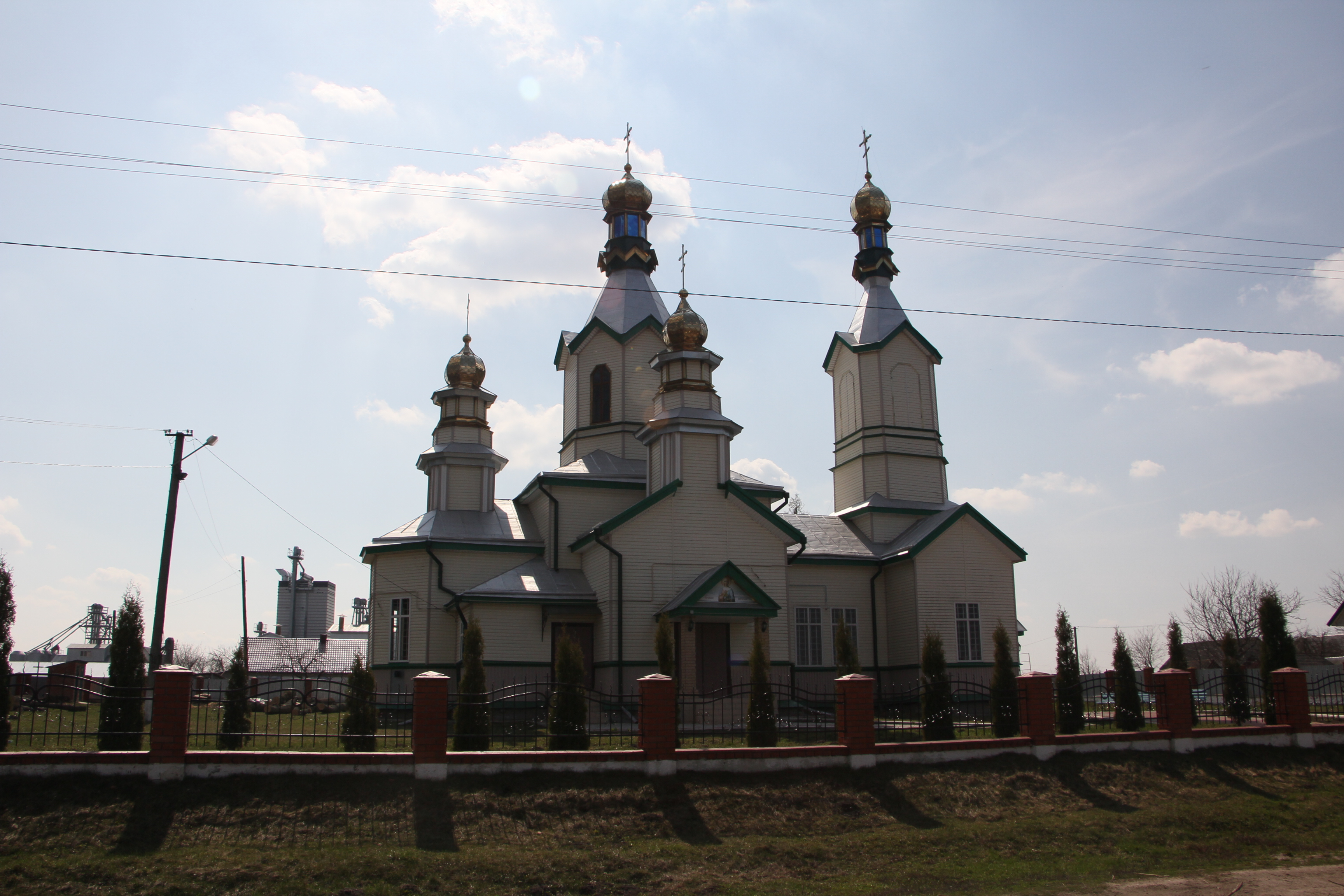
Дерев'яна церква
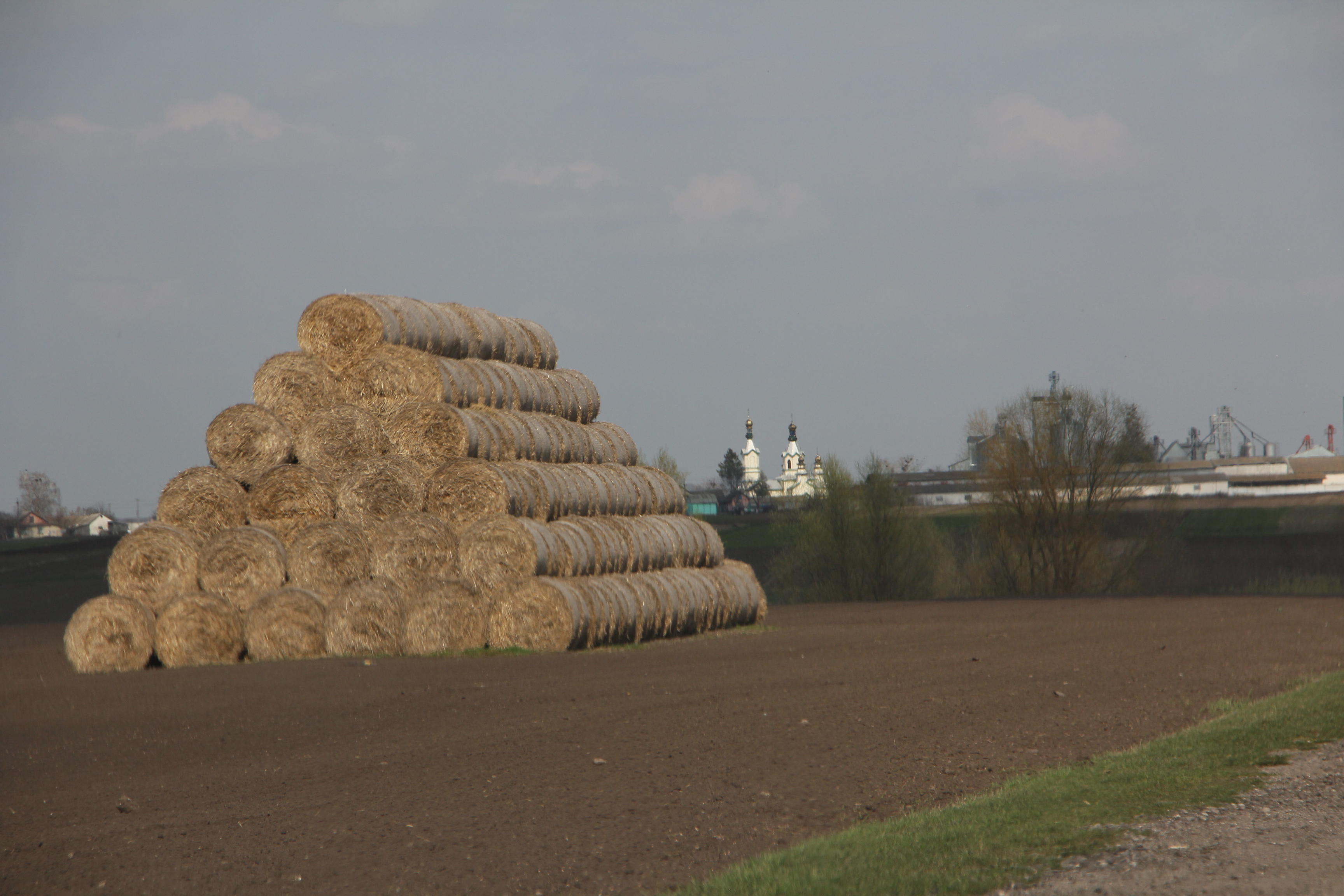
Вигляд на церкву та агрофірму
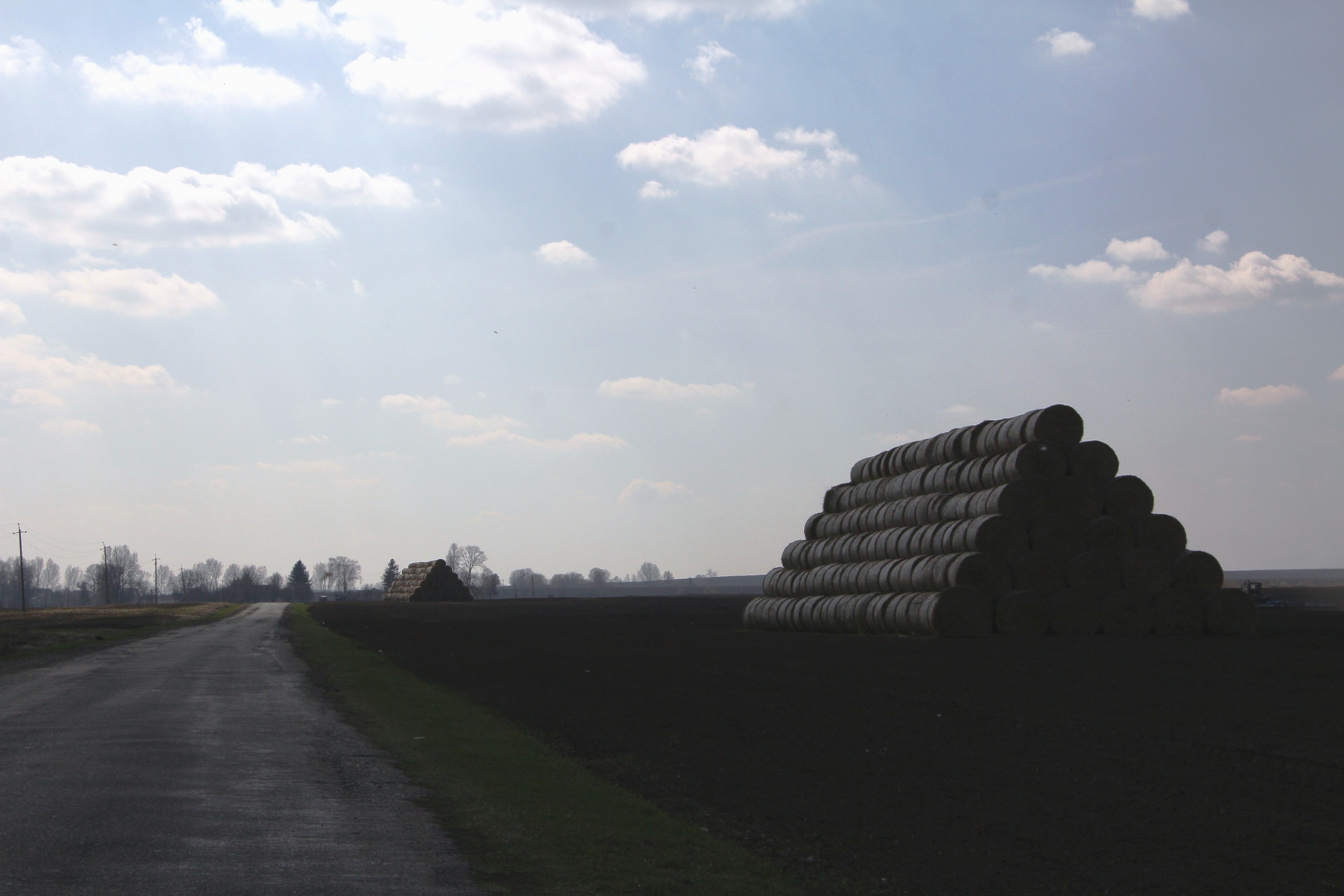
Агрополя поблизу села Борсуки
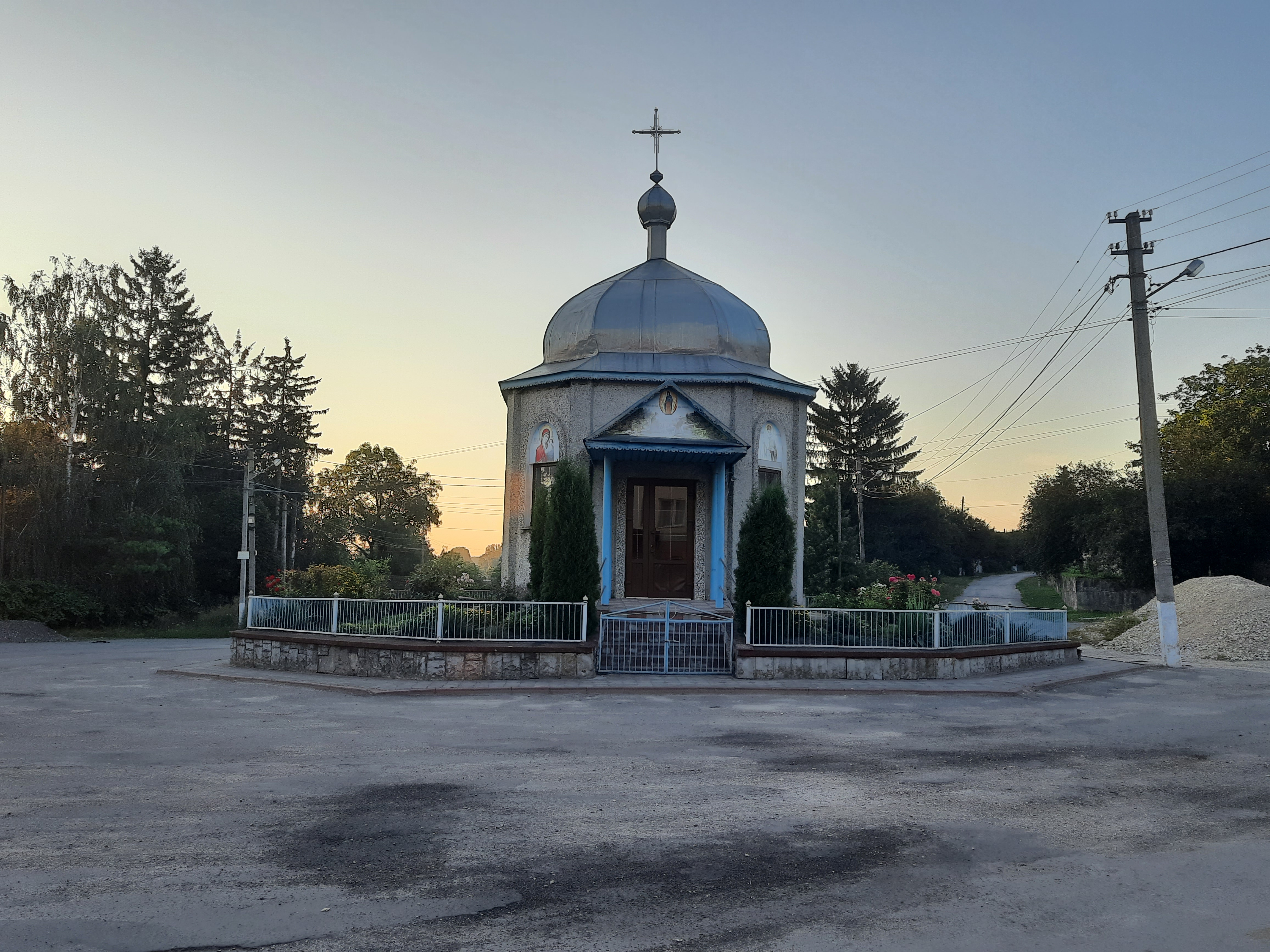
Капличка
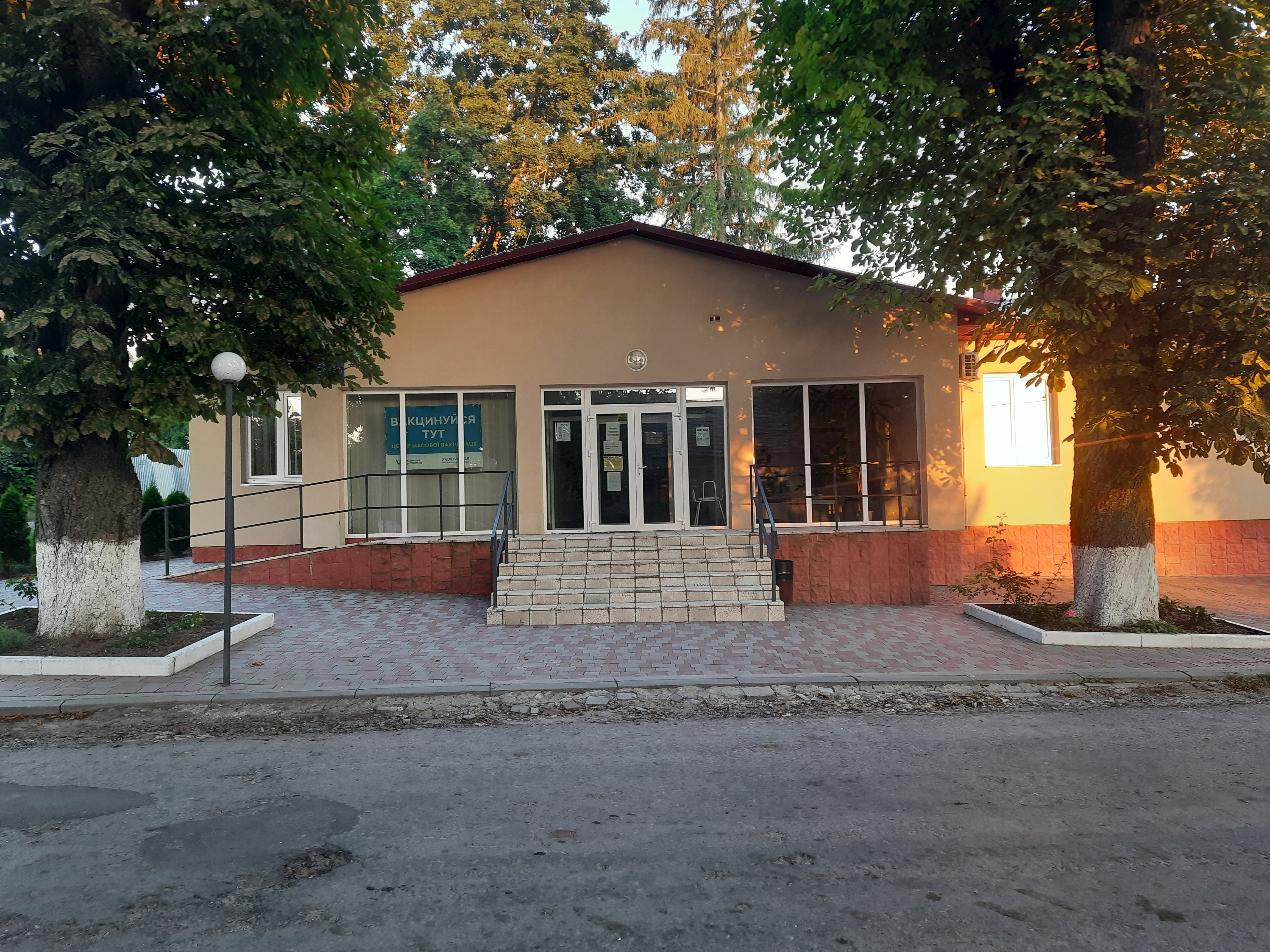
Амбулаторія
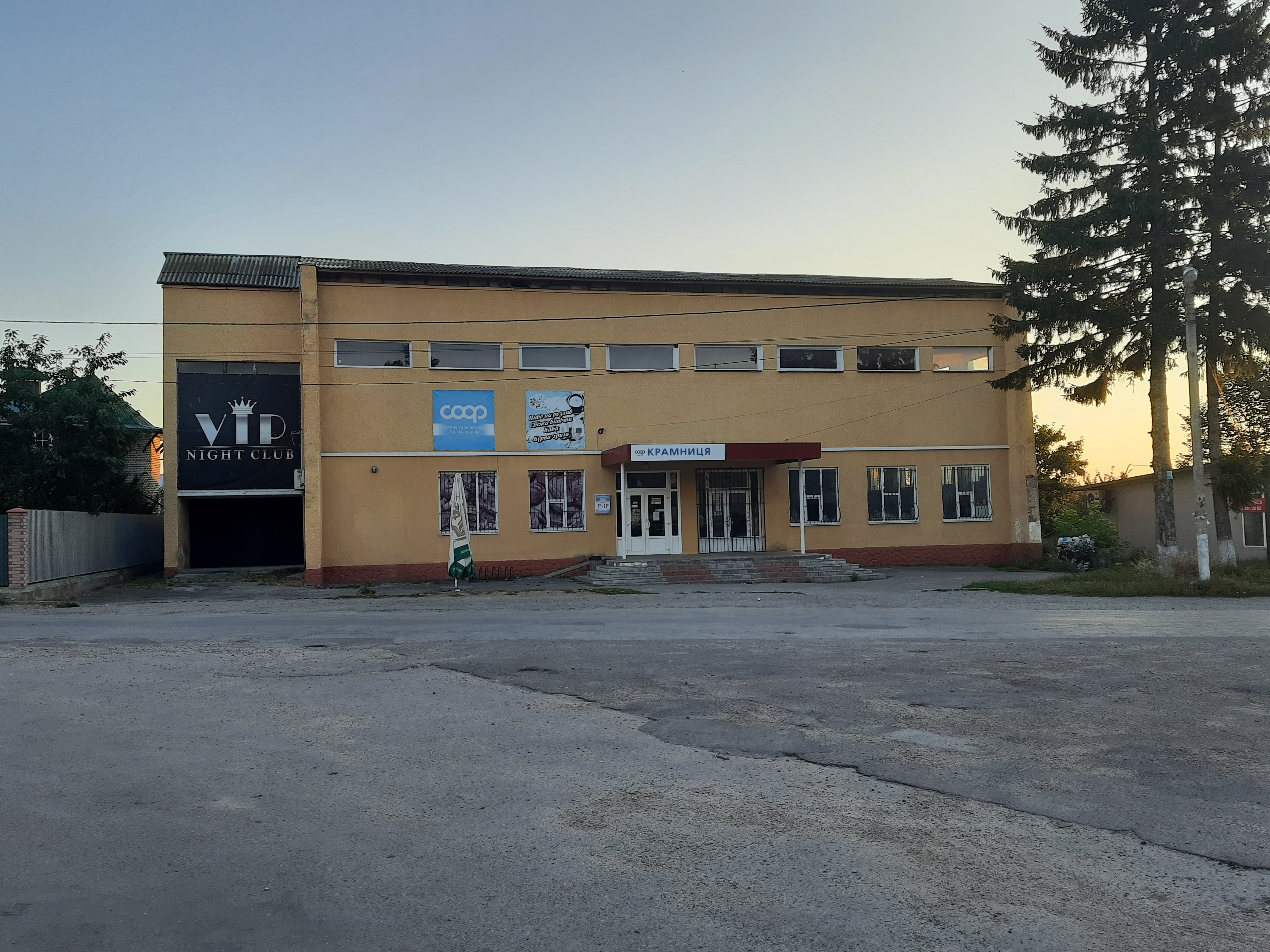
Крамниця
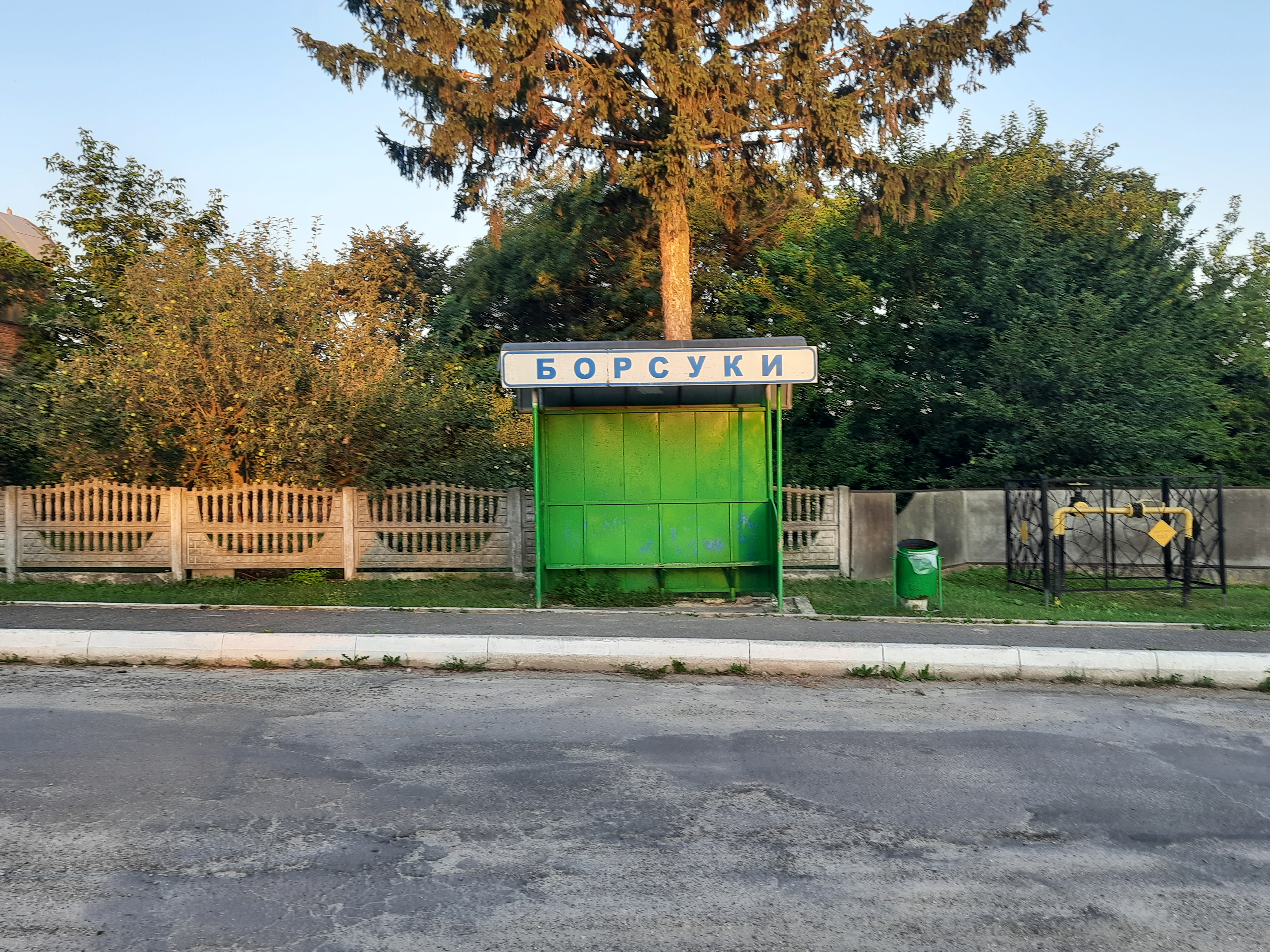
Автобусна зупинка
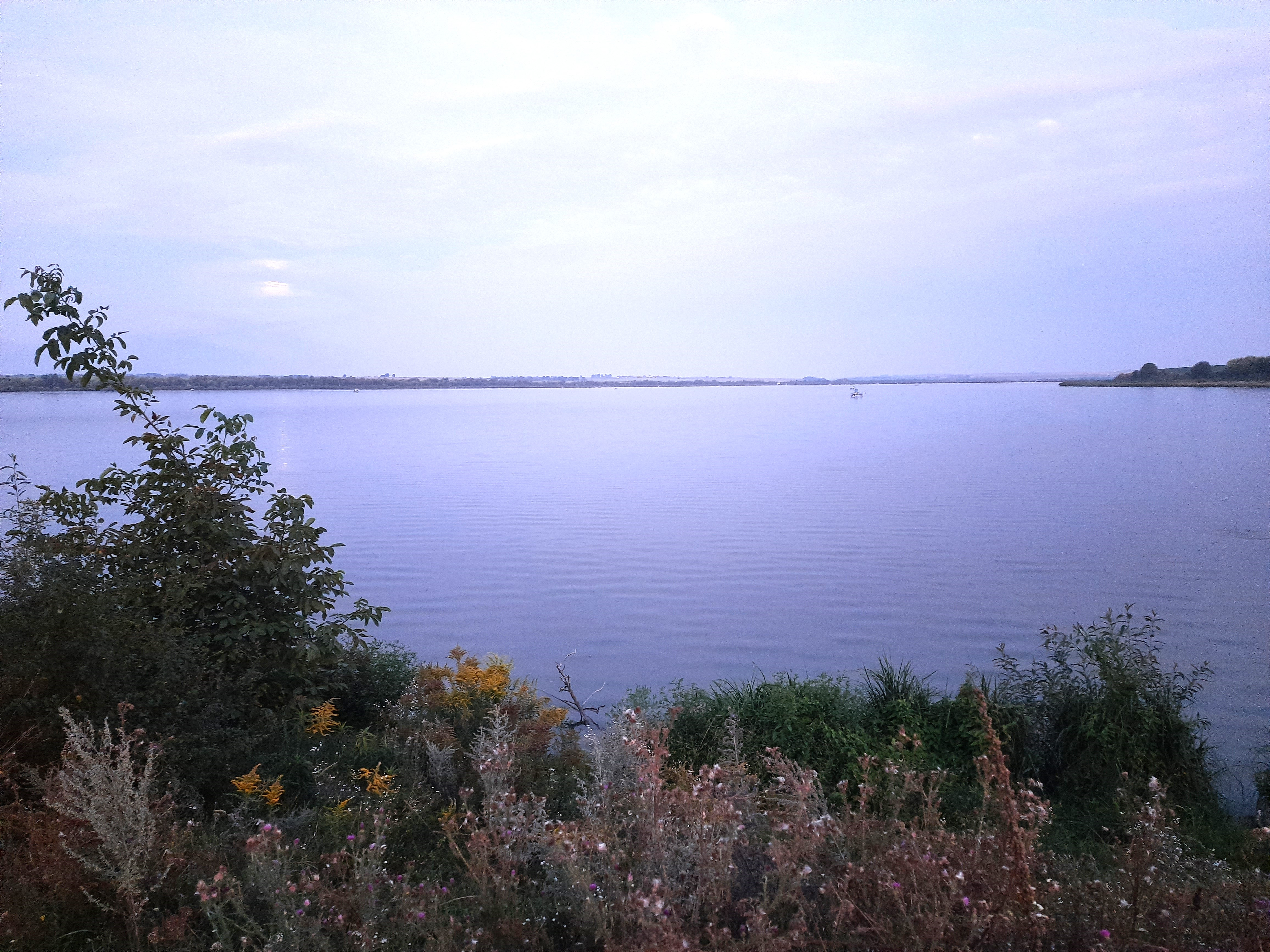
Став біля села